# HD 3369
Пі Андромеди також HD3369 — хімічно пекулярна зоря спектрального класу A3, що має видиму зоряну величину в смузі V приблизно  8.5. Вона знаходиться у сузір'ї Андромеди й розташована на відстані близько 598 світлових років від Сонця. Ця зоря є спектрально-подвійною системою.